# チェロソナタ (ショパン)
チェロソナタ ト短調 作品65は、フレデリック・ショパンが1846年に完成した、チェロとピアノのための室内楽曲である。ショパンはピアノとチェロのための作品を3曲残しており、そのうち2曲は青年期に書かれたものであるが、この作品は最後の室内楽曲であるばかりでなく、生前に発表・出版された最後の作品でもある。

## 概要
ピアノ独奏曲が作曲の大半を占めるショパンがチェロのための作品を3作残したのは、彼がピアノの次にチェロという楽器を愛していたからであるが、チェロソナタの制作の動機には、彼の親友でチェリストであったオーギュスト・フランショーム（フランコーム）の存在が大きい。フランショームはショパンと10数年来の交遊があり、その間ショパンの日常の雑務を手伝うなど、ショパンを支え続けてきた人物であった。このチェロソナタは、そうしたフランショームの友情に報い、彼との共演を想定して作曲されたものである。当然ながらこの曲は彼に献呈されている。そして1848年2月16日、サル・プレイエルにおいてショパン自身のピアノとフランショームのチェロにより第一楽章以外が初演された。この演奏は、パリにおけるショパンの生涯最後の公開演奏となった。
この作品では、ピアノとチェロ両方にきわめて高い技術が求められる上、主題労作や対位法などの技法が多用され、2つの楽器が協奏しながら融合するという形をとる。やや晦渋な作風となるショパン後期の作品のなかでも音楽的に難解な部類に入る。特に複雑な構成を取る第1楽章は、上記のように初演の時に演奏されなかった。
結果的にこの作品は「ピアノの詩人」であるショパンの作品の中で例外的な存在となってしまったが、実際にはこの時期、ショパンはヴァイオリンソナタの作曲なども構想しており（スケッチが1ページだけ現存する）、ショパン本人は、この作品によって従来のピアノ独奏曲の世界から新たな境地を開拓しようと考えていたのではないかとされる。

## 曲の構成
- 第1楽章  Allegro moderato ト短調 4分の4拍子
ソナタ形式。下降音型を特徴とする第1主題、瞑想的な第2主題からなるが、かなり高度な和声法・転調・対位法・展開技法などが駆使されている。冒頭からピアノの主題－カデンツァが流れ、チェロが野太い主題でそれに答える。再現部で第一主題が再現されず第二主題が再現されるのは、彼のピアノソナタ（第2番･第3番）と共通する。転調も用意してト短調に止まらず、変ロ長短調・変ニ長調などとピアニズムにも配慮したものとなっている。コーダはチェロの凱歌。
- 第2楽章 Scherzo, Allegro con brio ニ短調 4分の3拍子
スケルツォ形式。スケルツォ部では拍節感が明快な主題が奏され、これが転調を繰り返し豊かな色彩を帯びたものとなっている。中間部ではニ長調に転じ、チェロがレガートで歌う主題がスケルツォ部の主題と対比され美しい。この部分のピアノ伴奏（右手声部）では、広い音形が用いられている。
- 第3楽章 Largo 変ロ長調 2分の3拍子
緩徐楽章。自由な歌謡形式。アルフレッド・コルトーはこの楽章をピアノ独奏用に編曲している。
- 第4楽章 Finale, Allegro ト短調 2分の2拍子
ロンド形式を組み込んだソナタ形式。第1主題では、スケッチのみ残されている未完の『オクターヴのカノン』の半音階的な主題が使われ、この主題がチェロとピアノによって対位法的に絡み合いながら進行する。第2主題では、転じて全音階的な重音奏法が用いられ、この二つの主題が対比されることによって曲は展開を繰り広げた後、最後はコデッタ主題によりト長調で結ばれる。